# 细胞因子风暴
细胞因子风暴（英語：cytokine storm）或細胞激素風暴，又稱高細胞因子血症（hypercytokinemia），俗稱免疫風暴、炎症风暴，是一種失控的免疫应答，因為細胞因子與免疫細胞間的正回饋回路而產生的過度炎症；由於大量細胞因子的產生和免疫细胞的无差别攻击而造成器官的損傷及衰竭，進而導致休克而可能死亡。
细胞因子风暴被认为是1918年流感大流行、2003年SARS事件、2009年H1N1流感大流行，H5N1高致病性禽流感及2019冠狀病毒病（COVID-19）和伊波拉病毒致死的原因。不过美国疾病控制与预防中心认为这一症状与H1N1之间的没有充分的证据可以展示其关联性。

## 症狀
症狀為高燒、紅腫、腫脹、極度疲倦與噁心。在某些情况下可能致命。

## 成因
当免疫系统对抗病原体时，细胞因子会引导免疫细胞前往受感染处。同时，細胞因子也会激活这些免疫细胞，被激活的免疫细胞则会产生更多的细胞素。通常来说，人体会检查并控制这个反馈循环。但是在有些情况下，情况会失控，导致一个地方聚集了太多被激活的免疫细胞。目前为止，还没有完全了解这一现象的具体成因，但是有推测认为可能是由于免疫系统对新的、高致病的病原体产生的过激反应。
细胞因子风暴有可能会对身体组织和器官产生严重的损伤，比如当其发生于肺部，过多的免疫细胞和组织液可能会在肺部积聚，阻塞空气进出，并导致死亡。
SARS-CoV-2 病毒借由与 ACE2 受器结合而进入人体细胞，免疫系统的病原相关分子模式（PAMPs）在识别病毒核酸后，会激活多重免疫途径（NF-κB/TNFα 途径、IL-6/JAK/STAT 途径、S1PR1（1-磷酸鞘氨醇受体1）途径），进而刺激细胞因子分泌及 CD4 T細胞分化。由于 COVID-19 患者血清 IL-6 明显上升，且可能与急性呼吸窘迫症候群相关，托珠单抗（tocilizumab，IL-6R单抗）已于2021年6月在美国获得了用于治疗2019冠状病毒病的紧急使用授权。

## 治疗
尽管有充分的证据显示细胞因子风暴在重症急性感染中的重要地位，但至今在预防及改善临床预后方面收效甚微。目前可用的治疗方案有OX40抗体（OX40-Ig，也称CD134抗体）、血管紧张肽I转化酶抑制剂、血管紧张素II受体拮抗剂、皮質類固醇、吉非羅齊、抗氧化剂和腫瘤壞死因子-α抑制剂、白介素-6抑制剂、布鲁顿酪氨酸激酶抑制剂。